# Idaea illyrica
Idaea illyrica là một loài bướm đêm trong họ Geometridae.